# Pier Francesco Foschi
Pour les articles homonymes, voir Foschi.
Pier Francesco Foschi (1502 - 1567) est un peintre italien du maniérisme à Florence.

## Biographie
Fils d'un peintre de l'atelier de Botticelli, il fréquenta longtemps l'atelier d'Andrea del Sarto, son maître, probablement jusqu'à la mort de celui-ci.
Il exécuta de nombreuses copies des œuvres de Del Sarto. Une de ses premières peintures publiques fut le retable qui se trouvait à l'origine à la Santa Trinita et aujourd'hui à San Barnaba. Il assiste Pontormo aux fresques de la  villa médicéenne de Careggi en 1536. 
Il travailla à plusieurs reprises pour la Santo Spirito, en particulier en 1537, La Résurrection, pour la chapelle Bettoni, puis en 1545, la Transfiguration, pour la chapelle Blini, et en 1544-1546 La Dispute de l'Immaculée Conception pour Luca Torrigiani.
Alessandro Fei et Maso da San Friano ont été de ses élèves.

## Œuvres
- Portrait d'Andrea del Sarto (v. 1525), Musée Condé, Chantilly
- Portrait d'homme (v. 1530), huile sur toile, 65 × 50 cm, huile sur bois, musée des Offices, Florence[2]. L'homme est généralement identifié comme Francesco Layolle, peint vers 1518.

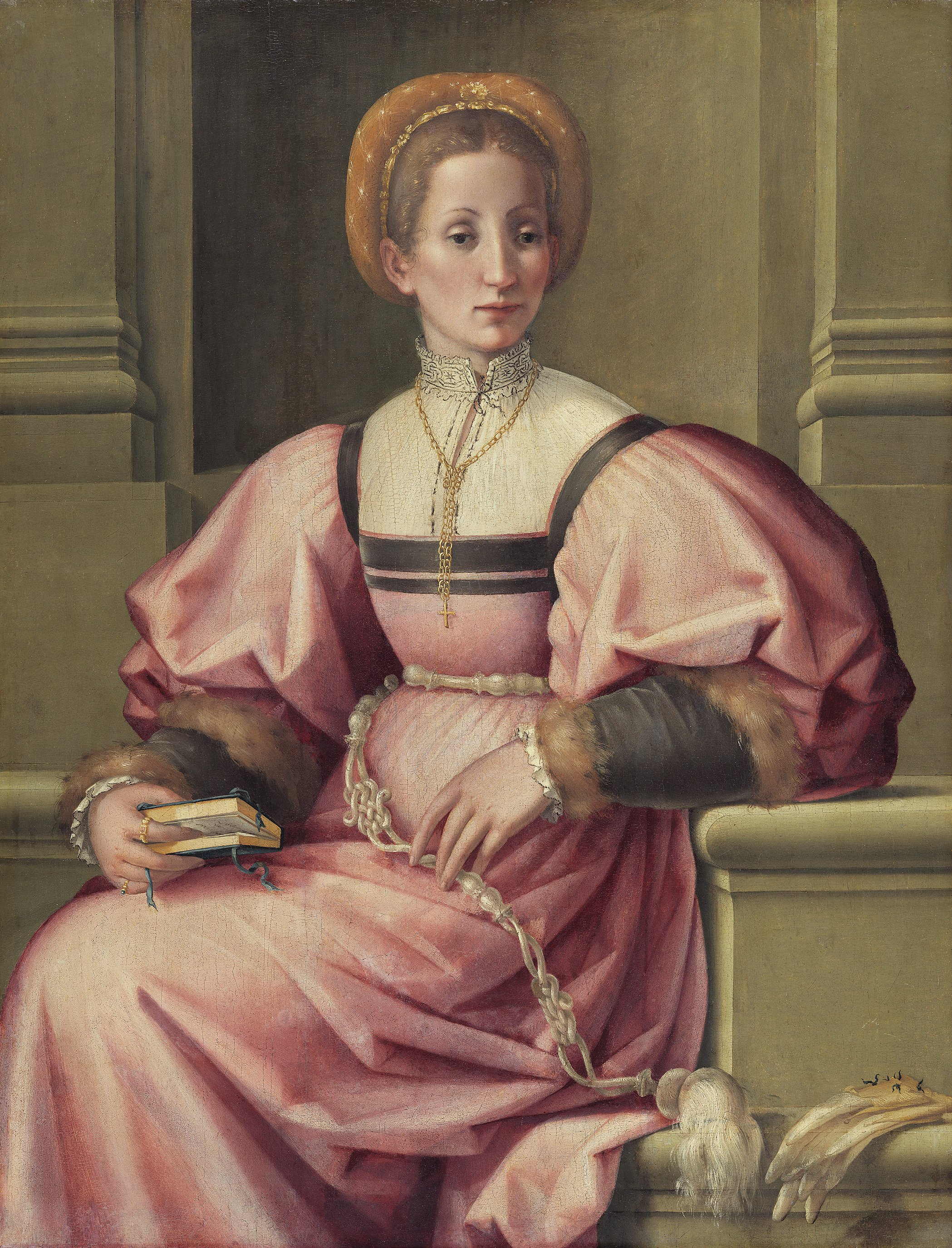
Portrait de dame
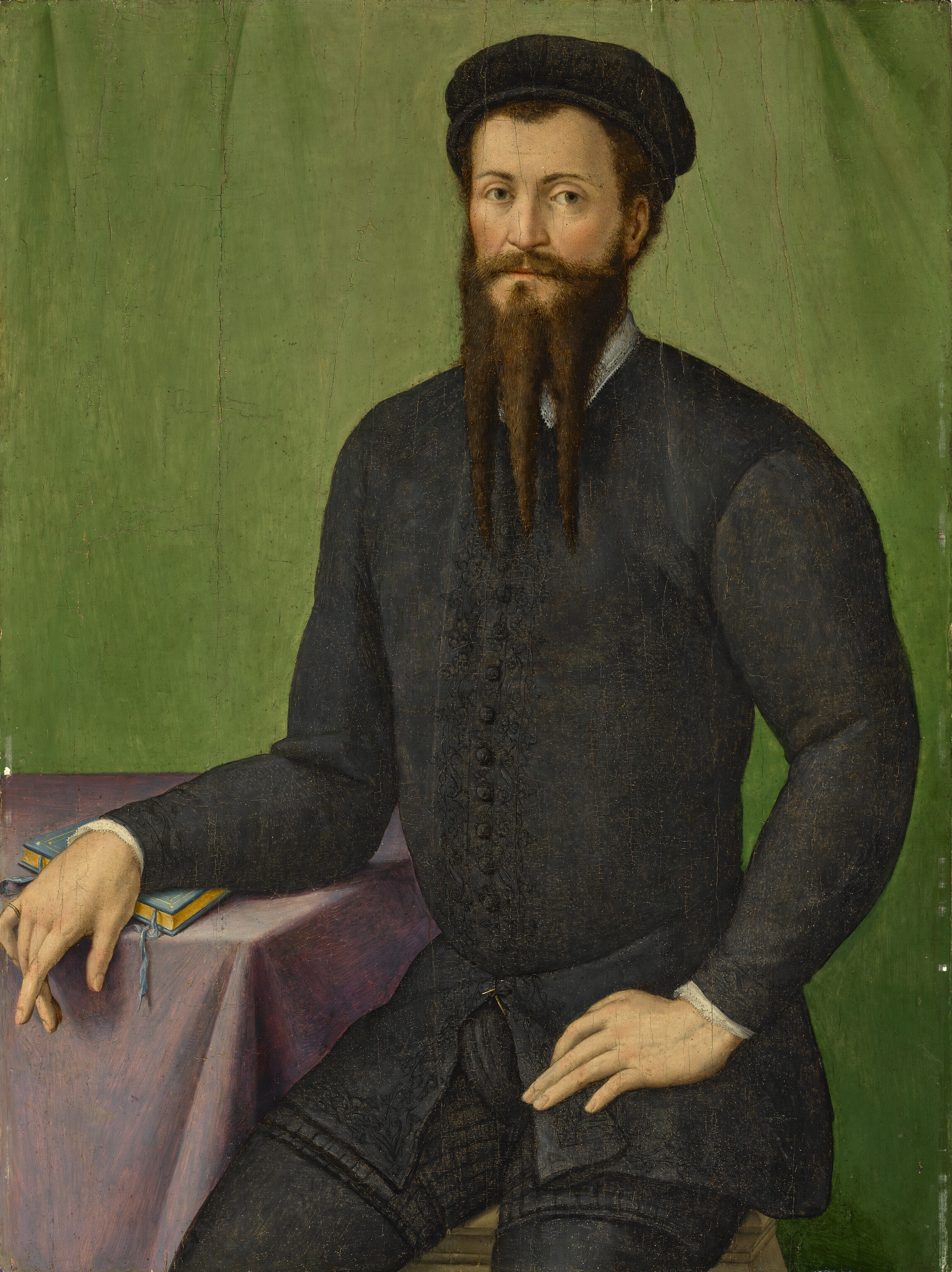
Portrait de Bartolomeo Compagni
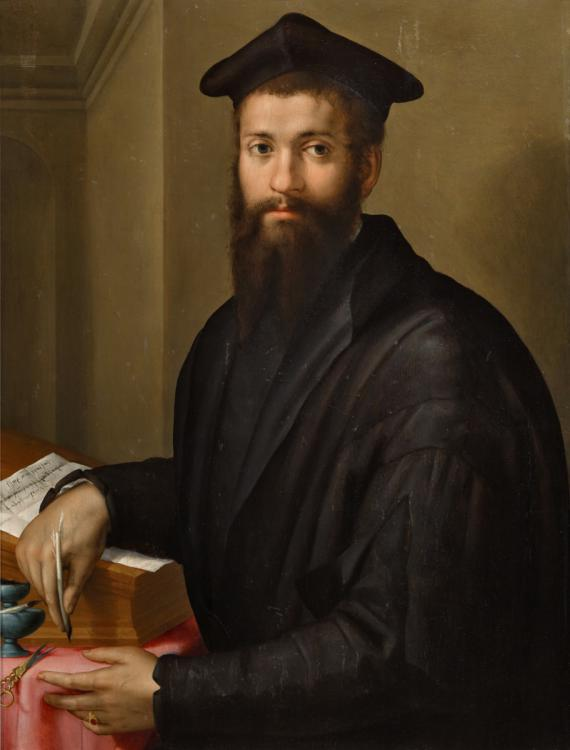
Portrait de Giovanni Salviati